# Eublemma parva
Eublemma parva — вид лускокрилих комах з родини еребід (Erebidae).

## Поширення
Вид поширений в Північній Африці, виявлений у деяких країнах центральної і південної частин Африки (Есватіні, Нігер, ПАР, Судан), в Південній Європі, на Близькому Сході, в Туреччині, Ірані, Іраці, Пакистані, Афганістані, північно-східній частині Індії та у Центральній Азії. Мешкає у спекотних і напівпосушливих областях, включаючи бідні поживними речовинами луки, скелясті схили та чагарники.

## Опис
Розмах крил сягає 14–18 мм. Передні крила блідо-вохристі, з жовтуватим відтінком, із блідо-червонуватою серединною смугою, облямованою білим, передує коричневому нальоту. Біля верхівки присутній коричневий відтінок. На дискоцелюлярі видно чорну крапку. Субмаргінальна лінія бліда, майже не помітна і містить чорну цятку під вершиною. Задні крила коричнево-сірі, до основи біліші.

## Спосіб життя
Буває декілька поколінь на рік. Імаго літають з березня по листопад. Личинки світло-коричневі з червонуватими відтінками та поздовжніми білими лініями. Волоски досить рідкісні. Голова і передгрудний щиток коричневі. Трапляються з липня по вересень. Харчуються складноцвітими рослинами, в основному Pulicaria dysenterica, Inula conyzae, Limbarda crithmoides, Inula viscosa, Centaurea calcitrapa, Helichrysum і Gnaphalium. Заляльковується зазвичай відбувається в цих квітах.